# Bastone da hockey su ghiaccio

Il bastone da hockey su ghiaccio del giocatore di movimento (a sinistra) e del portiere (a destra)

Il bastone da hockey su ghiaccio è lo strumento usato nello sport dell'hockey su ghiaccio per colpire il paleo.

## Caratteristiche
I bastoni da hockey su ghiaccio sono a forma di "L" con apertura ad angolo ottuso, di circa 135°. Il bastone è lungo circa 150-200 cm, mentre la parte terminale (con la quale colpire il paleo), detta in italiano "spatola" o "paletta" è lunga generalmente 25-40 cm.
La dimensione dei bastoni possono variare sensibilmente poiché sono solitamente costruiti in base all'altezza e alle preferenze dei giocatori. La paletta è solitamente ricurva per aiutare a controllare o a sollevare il paleo dalla superficie di gioco. Può essere destra o sinistra, in base alle preferenze di tiro del giocatore.
Il portiere ha un bastone diverso rispetto a quello dei giocatori di movimento. La parte inferiore del bastone è più larga e l'angolo con la paletta è in genere inferiore. I principali materiali usati per la costruzione dei bastoni sono legno, alluminio, fibra di vetro, fibra di carbonio, kevlar e titanio.